# Sati Beg
Al-Sultana al-Radila Sati Beg Chan Challad Allah Mulkaha († irgendwann nach 1345) war eine Anwärterin für den Thron der Ilchane während des Auseinanderbrechens Persiens Mitte des 14. Jahrhunderts. Sie war die Halbschwester des Ilchans Abu Sa'id.
Nach dem Amtsantritt ihres Bruders 1316 wurde Sati Beg mit dem Amir Tschupan, einer der mächtigsten Personen am Hofe der Ilchane, verlobt. Sie heirateten 1319 und aus ihrer Ehe ging der Sohn Surgan hervor. Als Amir Tschupan und Abu Sa'id miteinander 1327 in einen Konflikt gerieten, kehrte Sati Beg zurück zu ihrer Familie. Amir Tschupan wurde im selben Jahr auf Abu Sa'id Nachdruck in Herat hingerichtet; Sati Beg und Surgan wurden verschont.
Nach dem Tod Abu Sa'ids 1335 begann das Reich der Ilchane auseinanderzufallen. 1336 stellten sich Sati Beg und Surgan auf die Seite des Gründers der Dschalairiden Hasan Buzurg. Nachdem dieser die Kontrolle über das westliche Persien erlangte, machte er Surgan zum Gouverneur von Karabach im heutigen Aserbaidschan. Surgan und seine Mutter zogen dorthin. Als aber ein Enkels Amir Tschupans namens Hasan Kucek Hasan Buzurg im Juli 1338 besiegte, wechselten Sati Beg und ihr Sohn zu dessen Lager über. Ihre familiären Beziehungen ausnutzend, machte sie Hasan Kucek im Juli oder August 1338 zur Herrscherin der Ilchane. Aber ihre nominelle Autorität reichte nur so weit wie das Herrschaftsgebiet der Tschupaniden in Nordwestpersien.
Hasan Buzurg, der immer noch den Südwesten Persiens und Iraks kontrollierte, suchte die Unterstützung eines anderen Thronanwärters namens Togha Temur aus Chorasan. Dieser fiel Anfang 1339 ins Gebiet der Tschupaniden ein. Hasan Kucek aber versprach ihm Sati Beg im Gegenzug für eine Allianz. Dies war aber nur eine List, um Hasan Buzurg von Togha Temur zu entfremden. Die Dschalairiden zogen ihre Hilfe zurück und Togha Temur war gezwungen sich zurückzuziehen. Zwischenzeitlich wurde Hasan Kucek gegenüber Sati Beg und ihrem Sohn immer misstrauischer. Er begriff, dass sie zu wertvoll war, um ganz beseitigt zu werden, so setzte er sie ab und zwang sie den neuen Thronkandidaten Suleiman Khan zu heiraten.
Hasan Kucek wurde 1343 ermordet und Sati Begs Sohn Surgan kämpfte mit dessen Bruder Malek Asraf und dessen Onkel Yagi Basti um die Kontrolle des Tschupanidenreiches. Als er von Malek Asraf besiegt wurde, floh er mit seiner Mutter und Stiefvater. Alle drei formten eine Allianz, aber als Hasan Buzurg seine versprochene Hilfe zurückzog, flohen sie nach Diyarbakır. Surgan wurde 1345 wieder von Malek Asraf besiegt und floh nach Anatolien. Münzen aus diesem Jahr, die von Sati Beg geprägt wurden, erschienen in Hasankeyf. Dies war der letzte Hinweis auf sie. Surgan zog von Anatolien nach Bagdad, wo er wohl von Hasan Buzurg hingerichtet worden ist. Sati Beg mag wohl dasselbe Schicksal ereilt haben, aber dies ist nicht sicher.